# Riksronden
Riksronden var ett svenskt dagligt radioprogram, sänt i Sveriges Radio P1, som på ett lättsamt sätt rapporterade om aktuella lokalnyheter. 
Premiären ägde rum 5 maj 1958 med Göran Byttner som programledare.
Programledare från 1961 var Lennart Swahn (från 1964 även programansvarig), vilken fick sitt genombrott som radioröst med detta program. 
Senare övertogs programmet av Anders Pontén, vilken utvecklade det i riktning mot mer personliga kåserier. Ponténs sätt att leda programmet ledde till kritik från radioledningen i Stockholm, bland annat för att denne skulle ha ett för ålderdomligt språkbruk.